# FC Südtirol
FC Südtirol is een Italiaanse voetbalclub uit Bozen (it.: Bolzano) in de autonome provincie Zuid-Tirol. De clubkleuren rood en wit verwijzen naar het wapen van de overwegend Duitstalige regio.

## Geschiedenis
De club werd opgericht in 1974 in Brixen als SV Milland. In 2000 volgde de verhuizing naar Bozen. 
In 2022 promoveerde het voor het eerst in de historie naar de Serie B. Het is de hoogst spelende Duitstalige voetbalvereniging van Italië. 

## Resultaten per seizoen
| Seizoen | Competitie                          | Niveau | Eindstand | Coppa Italia | Opmerking                                                               |
| ------- | ----------------------------------- | ------ | --------- | ------------ | ----------------------------------------------------------------------- |
| 2000/01 | Serie C2 Girone A                   | IV     | 11        | --           |                                                                         |
| 2001/02 | Serie C2 Girone B                   | IV     | 4         | --           | halve finale playoffs > Polisportiva Brescello: 1-1/1-1                 |
| 2002/03 | Serie C2 Girone A                   | IV     | 3         | --           | finale playoffs > Novara FC: 0-0/0-0                                    |
| 2003/04 | Serie C2 Girone A                   | IV     | 3         | --           | finale playoffs > US Cremonese: 1-2/1-2                                 |
| 2004/05 | Serie C2 Girone A                   | IV     | 8         | --           |                                                                         |
| 2005/06 | Serie C2 Girone A                   | IV     | 4         | --           | halve finale playoffs > US Ivrea: 1-1/1-1                               |
| 2006/07 | Serie C2 Girone A                   | IV     | 7         | --           |                                                                         |
| 2007/08 | Serie C2 Girone A                   | IV     | 12        | --           | Geplaatst voor de nieuwe Lega Pro Seconda Divisione                     |
| 2008/09 | Lega Pro Seconda Divisione Girone A | IV     | 15        | --           |                                                                         |
| 2009/10 | Lega Pro Seconda Divisione Girone A | IV     | 1         | --           |                                                                         |
| 2010/11 | Lega Pro Prima Divisione Girone A   | III    | 17        | 2e ronde     | playouts > Ravenna Calcio: 1-0/1-2                                      |
| 2011/12 | Lega Pro Prima Divisione Girone B   | III    | 7         | --           |                                                                         |
| 2012/13 | Lega Pro Prima Divisione Girone A   | III    | 4         | 2e ronde     | halve finale playoffs > Carpi FC: 1-2/2-2                               |
| 2013/14 | Lega Pro Prima Divisione Girone A   | III    | 3         | 2e ronde     | finale playoffs > Pro Vercelli: 0-1/1-1; Geplaatst voor nieuwe Lega Pro |
| 2014/15 | Lega Pro Groep A                    | III    | 10        | 2e ronde     |                                                                         |
| 2015/16 | Lega Pro Groep A                    | III    | 10        | 2e ronde     |                                                                         |
| 2016/17 | Lega Pro Groep B                    | III    | 12        | 1e ronde     |                                                                         |
| 2017/18 | Serie C Girone B                    | III    | 2         | --           | halve finale playoffs > Cosenza Calcio: 1-0/0-2                         |
| 2018/19 | Serie C Girone B                    | III    | 6         | 4e ronde     | 2e ronde playoffs > SS Monza 1912: 3-3                                  |
| 2019/20 | Serie C Girone B                    | III    | 4         | 3e ronde     | 2e ronde playoffs > US Triestina: 0-1                                   |
| 2020/21 | Serie C Girone B                    | III    | 3         | 2e ronde     | kwartfinale playoffs > US Avellino: 0-2/1-0                             |
| 2021/22 | Serie C Girone A                    | III    | 1         | voorronde    |                                                                         |
| 2022/23 | Serie B                             | II     | 6         | voorronde    | halve finale playoffs > SSC Bari: 1-0 / 0-1                             |
| 2023/24 | Serie B                             | II     | 12        | 1e ronde     |                                                                         |
| 2024/25 | Serie B                             | II     | 10        | 1e ronde     |                                                                         |
| 2025/26 | Serie B                             | II     | .         | 1e ronde     |                                                                         |

## Bekende (ex-)spelers
- Omar El Kaddouri
- Michael Agazzi
- Mame Baba Thiam
- Andrea Masiello
- Martin Erlić